# Double pénétration

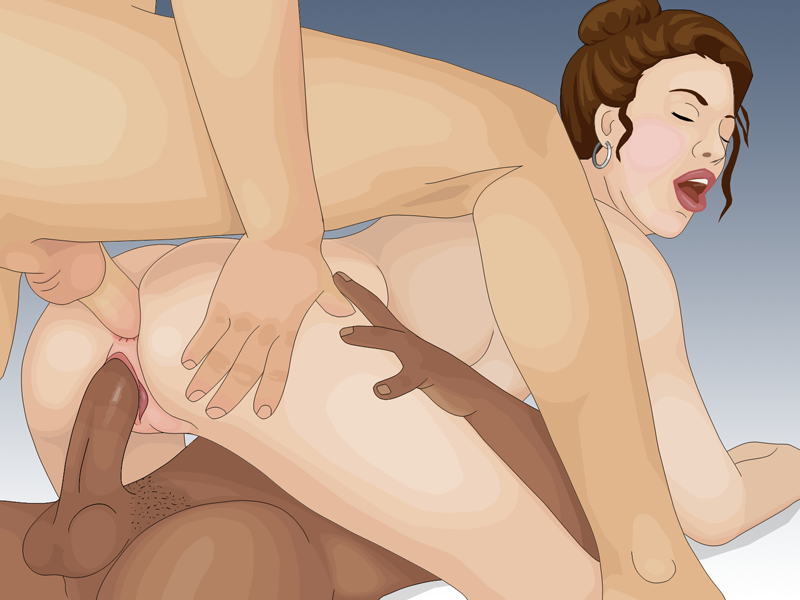
Pénétration vaginale et anale simultanée (dessin).

Ne doit pas être confondu avec la double pénétration d'opérateur de télécommunications dans un bâtiment.
La double pénétration (souvent abrégée DP) est une pratique sexuelle où deux personnes pénètrent simultanément une troisième à l'aide de leur phallus.

## Technique
Le terme désigne en général une pénétration vaginale et anale simultanée, mais existent aussi deux variantes courantes :  
La double pénétration vaginale (ou DPV) où les deux phallus sont introduits dans le vagin, cette pratique nécessite une certaine souplesse du vagin fortement sollicité. Cette pratique peut être source de plaisir pour la femme par une stimulation plus forte des paroies vaginales, mais aussi pour les hommes, la pression du vagin et les frottement d'un phallus contre l'autre pouvant être agréable et source d'excitation. 
La double pénétration anale (ou DPA) où les deux phallus sont introduits dans le rectum demande elle aussi une forte souplesse du rectum. Tout comme la DPV elle présente des avantages et inconvénients pour les sensations perçues par les hommes et la femme. 
Il est préférable que les rythmes de pénétration des deux hommes soient identiques, en alternance afin d'éviter une dilatation importante d'emblée en cas de pénétration synchrone. Il s'agit pour Coralie Trinh Thi d'une pratique procurant des sensations extrêmes mais qui demande une grande habileté et expérience de la part des pénétrants. Reposant sur une position acrobatique, elle exige également une bonne condition physique. 
Les sensations de remplissage, de transgression ou d'être dominée peuvent être source de plaisir pour la femme. Une impression de domination, de compétition ou encore de transgression (en particulier pour les hommes hétérosexuels) peuvent être source de plaisir pour les partenaires masculins. Cette pratique sexuelle intense est souvent exercée par des hommes bisexuels pour plus d'aisance, bien qu'un ou des partenaires hétérosexuels non gênés à l'idée d'avoir leurs parties génitales en contact avec celles d'un autre homme peuvent y participer. La double pénétration est un fantasme répandu chez de nombreuses femmes et hommes (bisexuels et hétérosexuels).

## Historique et représentations

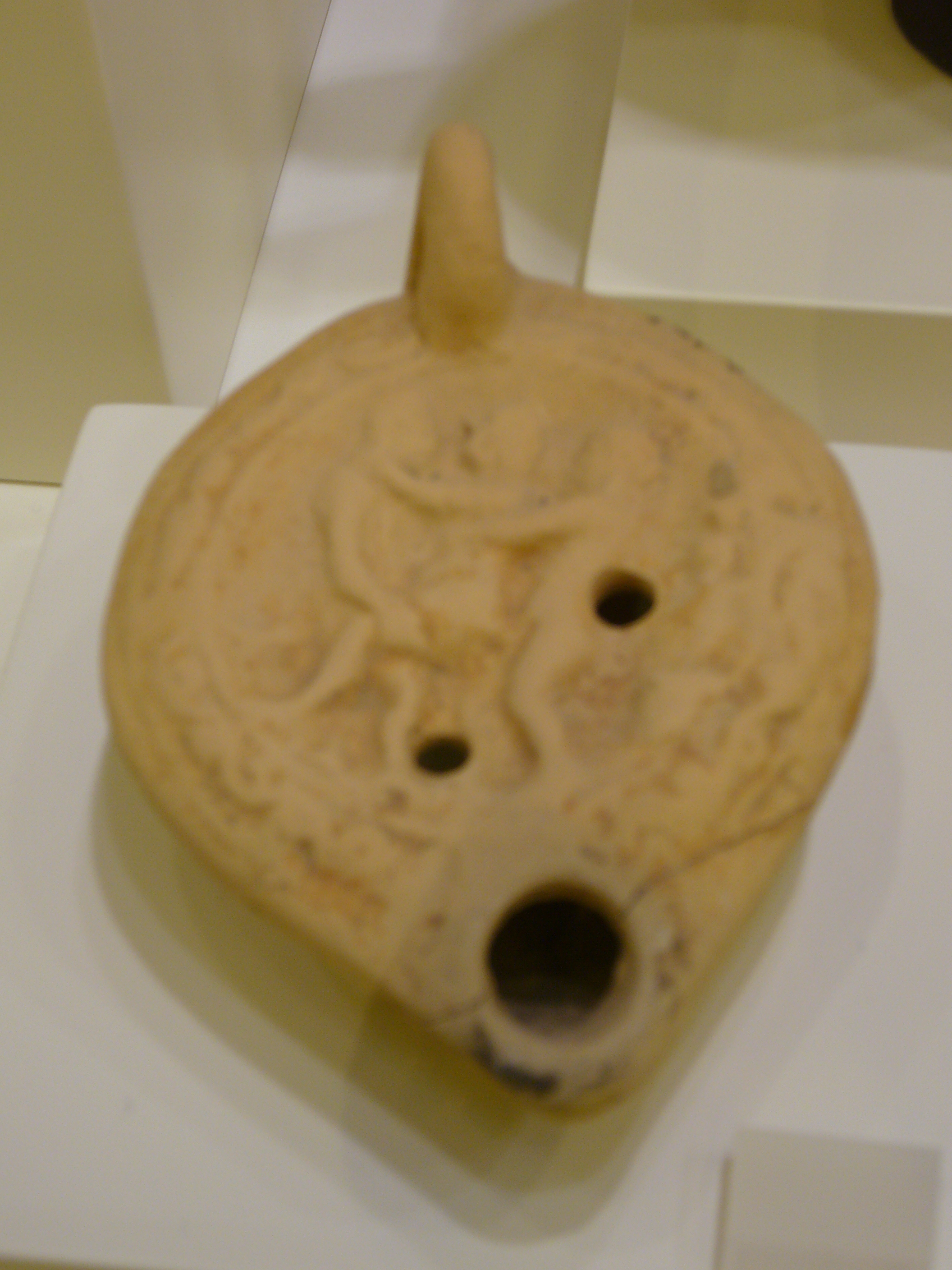
Une représentation de double pénétration sur une lampe à huile romaine.

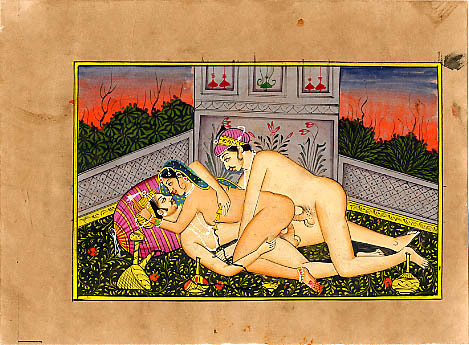
Une représentation du Kâmasûtra.

Des représentations de double pénétration sont connues sur des objets érotiques romains, ainsi que sur des représentations du Kâmasûtra.
C'est également une pratique répandue dans les films pornographiques. Dans ce cadre, une étude a montré qu'elle est perçue comme une pratique dégradante par 60 % des personnes interrogées. De toutes les pratiques sexuelles montrées aux participants dans l'étude, c'est la deuxième pratique considérée comme la plus dégradante, après le cul à la bouche. Elle est de plus perçue comme potentiellement douloureuse pour la femme qui semble être dans une position où elle ne peut pas bouger ni prendre d'initiatives.